# Fokker C.V
Le Fokker C.V est un biplan léger hollandais de reconnaissance et de bombardement fabriqué par Fokker. Il est conçu par Anthony Fokker et la fabrication en série a commencé en 1924 à Amsterdam.  
En 1940 les norvégiens utilisent ce type d'avion pour tenter de repousser l'invasion allemande.

## Développement
Le C.V est construit au début des années 1920 par Anthony Fokker comme avion de reconnaissance et de bombardement biplace. Présenté au public en 1924 il est fabriqué dans plusieurs versions. Le client a le choix entre cinq ailes différentes et des moteurs en étoiles différents développant entre 450 et 970 cv. Le train d'atterrissage à roues peut être remplacé par des flotteurs. 
C'est un succès à l'exportation pour Fokker, il s'est vendu et/ou fabriqué sous licence en Bolivie, en Chine, au Danemark, en Finlande, en Hongrie, en Italie, au Japon, aux Pays-Bas, en Norvège, en Suisse, en Union soviétique et aux États-Unis. 
La Suède achète deux versions différentes et les utilisent comme modèles pour sa fabrication sous licence d'une version reconnaissance S 6 et d'une version chasse J 3.

## Historique opérationnel

### Finlande
L' armée de l'air finlandaise utilise à la fois des CV-D et des CV-E. Un CV-E est acheté en 1927, et livré le 20 septembre, et 13 autres sont achetés le 17 mars 1934 et livrés à l'hiver 1935. Pendant la guerre d'Hiver, la Suède donne de trois CV-E supplémentaires. Deux CV-D volent de Norvège en Finlande à la fin de la campagne norvégienne et sont internés et remis aux FAF. Les avions sont utilisés comme avions de reconnaissance et de bombardement léger entre le 20 septembre 1927 et le 14 février 1945. Pendant la guerre d'Hiver, les C.V. finlandais effectuent 151 sorties de reconnaissance et de bombardement de harcèlement sans subir de pertes. On ne sait combien de sorties font pendant la guerre de continuation mais un avion est perdu.
| Type | Nombre | Particularités                                         |
| ---- | ------ | ------------------------------------------------------ |
| CV-E | 1      | Moteur Bristol Jupiter ; FO-39                         |
| CV-E | 13     | Moteur Pegasus ; FO-65 à −77                           |
| CV-E | 3      | Moteur Mercury, cadeau de Suède ; FO-19, −23 et -80    |
| CV-D | 2      | Moteur Panther, avion norvégien interné ; FO-65 et -66 |

### Italie

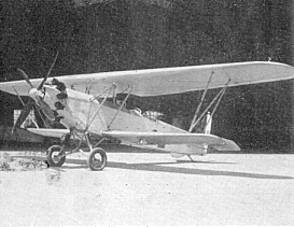
Roméo Ro.1

Le C.VE est construit en Italie par OFM ( Officine Ferroviarie Meridionali, plus tard IMAM ) sous licence en 1927 sous le nom de Romeo Ro.1 . Il est utilisé par le Corps d'aviation de la Regio Esercito (armée italienne) comme avion d'observation et d'attaque au sol. Très apprécié sur le marché civil, il est choisi par le maréchal de l'air Italo Balbo qui le préfère au Breda A.7 et à l'Ansaldo A.120 . Il entre en service en 1927, en Libye italienne contre les rebelles locaux. Il est utilisé à la fois pour la reconnaissance et pour les attaques légères. Il est convertible en appareil triplace, en avion d'attaque léger (deux mitrailleuses) ou en avion à très long rayon d'action avec un réservoir de carburant supplémentaire portant l'endurance de cinq à douze heures. La dernière version a un moteur de 550 cv au lieu de 430 cv il est produit jusqu'en 1934 à 456 exemplaires mais, au milieu des années 1930 il est obsolète et trop lent. 
Bien qu'il ne s'agisse que d'un avion d'observation il dispose néanmoins d'un moteur assez puissant et de performances correctes. En 1933, il y a 40 escadrons, de sept appareils dans l'armée italienne, avec 238 Ro.1 comme force aérienne principale. C'est l'avion italien le plus courant lors de la deuxième guerre italo-éthiopienne.

### Norvège

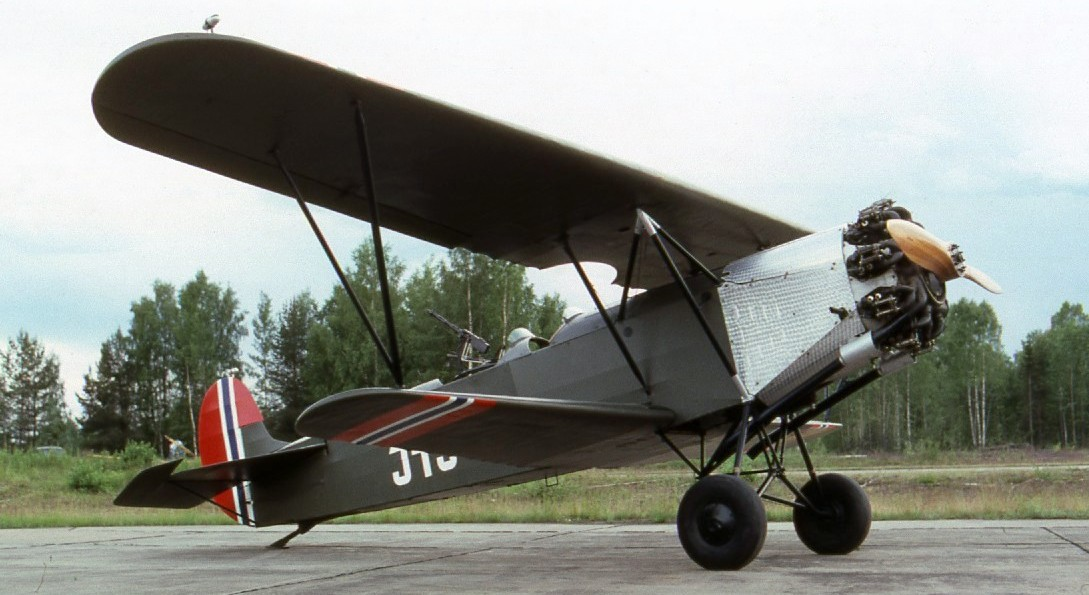
Fokker CV-D de l'armée de l'air norvégienne

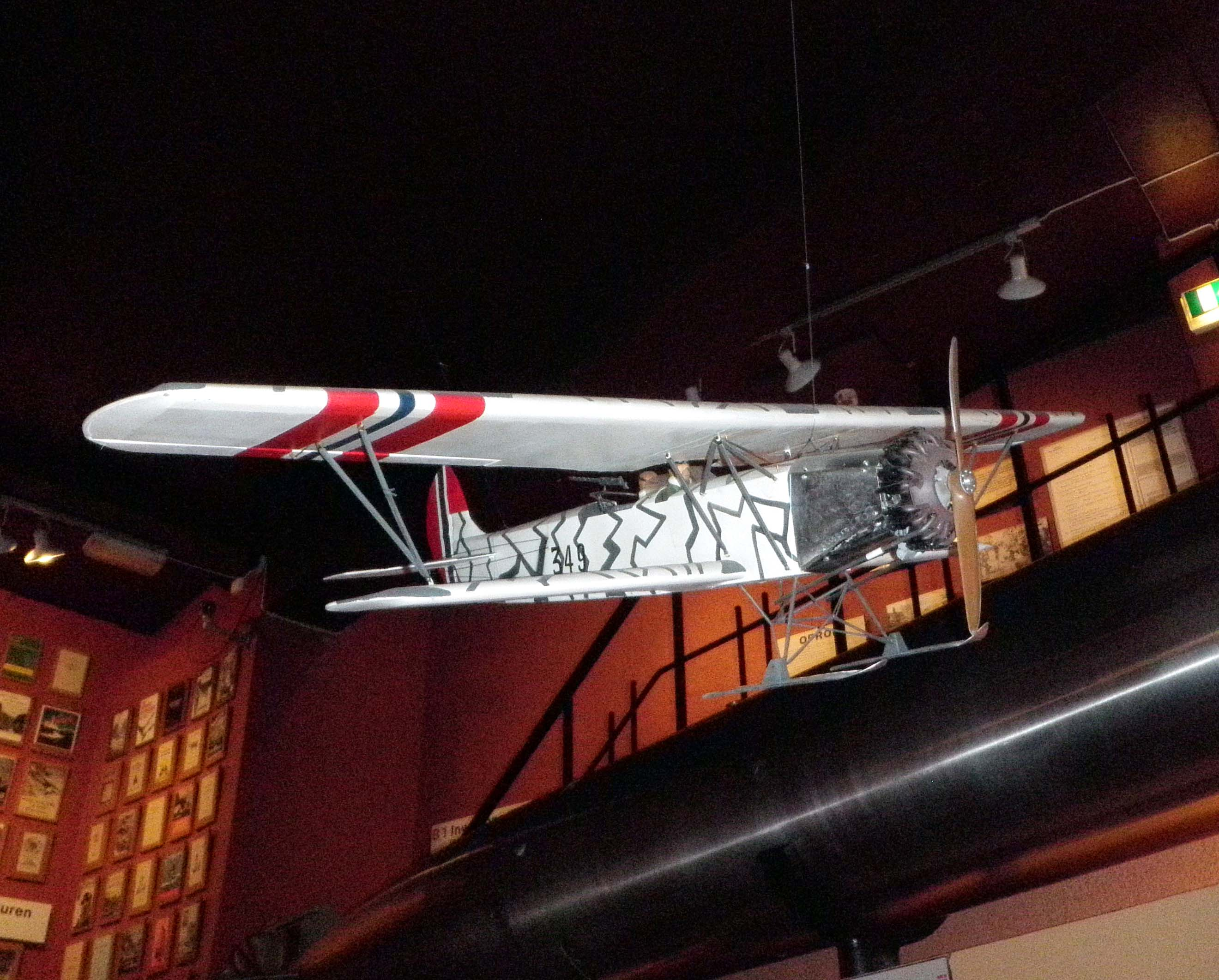
Modèle d'un Fokker CV de l'armée de l'air norvégienne en camouflage d'hiver

L' armée de l'air norvégienne achete ses cinq premiers C.VE en 1926. L'accord d'achat initial avec Fokker comprend les droits de production sous licence et, au cours de la période 1929-1931, 15 C.VE sont fabriqués dans l'usine aéronautique de la NoAAS à Kjeller. Après la fin de la production des C.VE, 28 autres C.VD suivent entre 1932 et 1939. Au total, la NoAAS exploite 48 Fokker C.V, dont 43 construits sous licence en Norvège. Lorsque les Allemands envahissent la Norvège le 9 avril 1940, 42 Fokker C.V. sont encore en service en Norvège. Les C.V. sont basés sur plusieurs bases aériennes dans différentes régions du pays et servent principalement comme avions de reconnaissance et bombardiers légers. Bien qu'obsolètes ils ont servi avec succès comme bombardier au cours de la campagne norvégienne d'avril à juin 1940, en soutien des troupes terrestres norvégiennes combattant sur le front de Narvik.

### Pays-Bas
Le type est utilisé par le Luchtvaartafdeeling (force aérienne d'avant-guerre), le MLD (marine luchtvaartdienst) et le KNIL-ML. Pour la force aérienne 67 exemplaires sont produits en plusieurs lots entre 1926 et 1934. Vingt-huit d'entre eux sont encore opérationnels lors de l'attaque allemande contre les Pays-Bas le 10 mai 1940. Ils sont utilisés avec succès pour des missions de reconnaissance et de bombardement à basse altitude.

### Suède

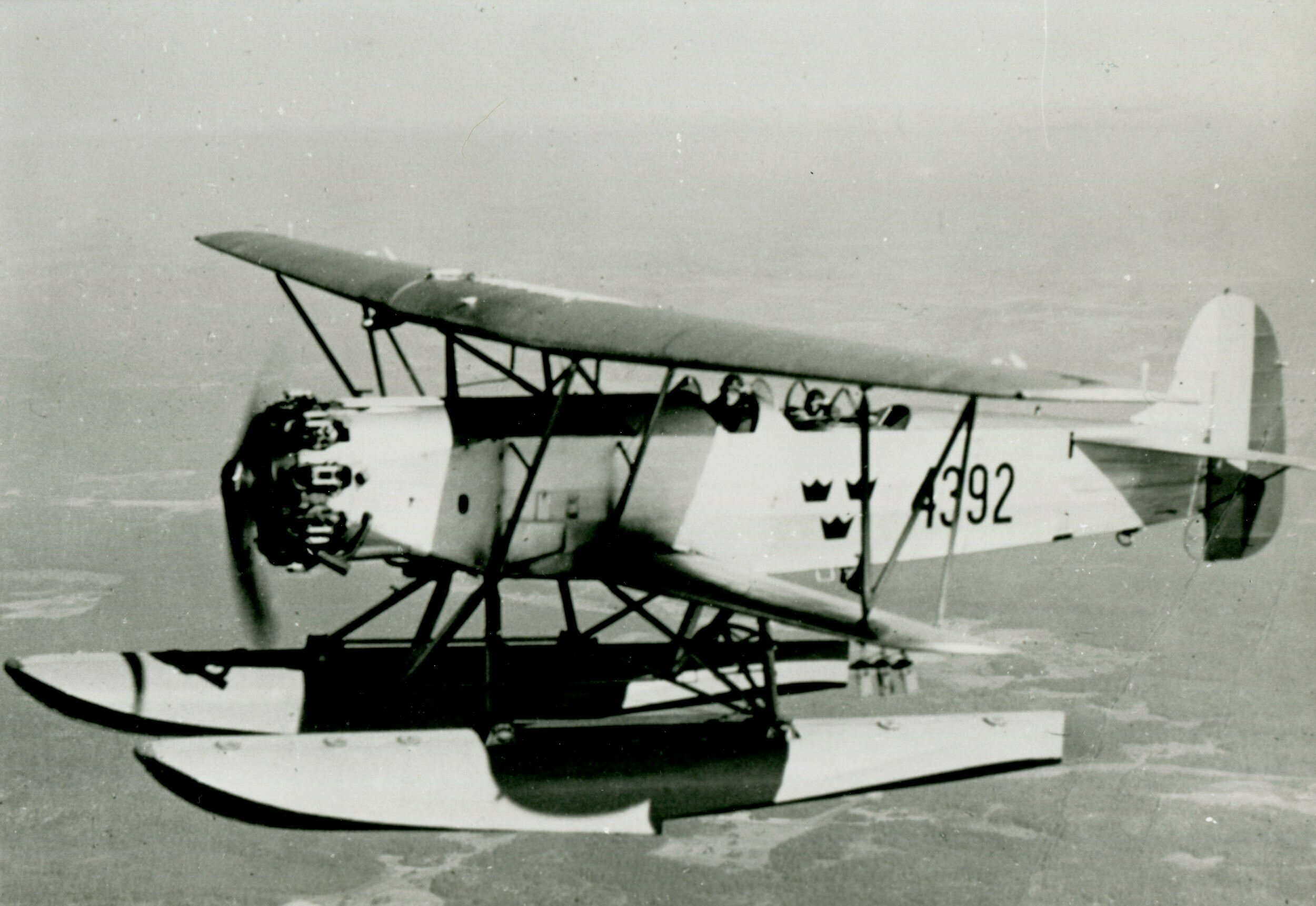
L'hydravion CV-E (S 6H) construit sous licence suédoise en 1931.

En 1927, l'armée de l'air suédoise achète deux C.VD ( J 3 ) et deux C.VE ( S 6 ) pour servir de modèles pour la fabrication sous licence éventuelle de l'avion par CVM à Malmen . Les quatre avions sont envoyés en Suède en 1928. Testés et validés, un accord de production sous licence est conclu et quatre autres CV-E et six CV-D sont achetés, ces derniers étant désignés J 3A . Sept C.VD commandés à CVM sont construits comme C.VE car en 1929 il était clair que le type est dépassé en tant que chasseur, mais ils sont quand même désignés J 3B.
En 1931, les J 3B sont rebaptisés S 6, les J 3 et J 3A S 6A. Dix C.VE équipés de moteurs Nohab My VI au lieu de Jupiter VI reçoivent la désignation S 6B.
Le S 6 devient le principal avion de liaison de l'armée de l'air suédoise. Il est utilisé pour la détection des incendies, la photographie aérienne et les missions de liaison en collaboration avec l'armée. Au début de la Seconde Guerre mondiale, il reste 36 avions en service. Ils continuent jusqu'à leur remplacement par des Saab 17 à partir de 1942. CVM fabrique 17 S 6 entre 1929 et 1932. Certainssont équipés de flotteurs et désignés S 6H .
En 1945, la SwAF vend trois S 6 à Svensk Flygtjänst pour l'épandage aérien au-dessus des forêts. Deux autres sont vendus à Skåneflyg en 1947. L'un d'eux est conservé et peut être vu au Musée de l'armée de l'air suédoise . 
Le lieutenant Einar Lundborg sauve le général italien Umberto Nobile en 1928 avec un S 6B équipé de skis. Nobile se trouvait sur la banquise après l'écrasement du dirigeable Italia en route vers le pôle Nord.
| Nom                 | Nom                  | Nombre | Particularités                                                         |
| Drapeau de la Suède | Drapeau des Pays-Bas | Nombre | Particularités                                                         |
| ------------------- | -------------------- | ------ | ---------------------------------------------------------------------- |
| S 6                 | Fokker CV-E          | 30     | 6 Fokker CV-E et 24 CVM Fokker CV-E, moteur Jupiter VI 336 kW (450 ch) |
| S 6A                | Fokker CV-E          | 8      | 7 Fokker CV-E et 1 CVM Fokker CV-E, moteur Jupiter VI 336 kW (450 ch)  |
| S 6B                | CVM CV-E             | 10     | 1934–45, NOHAB My VI moteur 447 kW (600 ch)                            |
| S 6H                | CV-E                 | ?      | CVM Fokker CV-E (Hydro) avec flotteurs                                 |
| J 3                 | Fokker CV-D          | 2      | 1927–1930, changement de désignation en S 6A en 1931                   |
| J 3A                | Fokker CV-D          | 6      | 1929–1930, changement de désignation en S 6A en 1931                   |
| J 3B                | CVM CV-D             | 6      | 1930–45, changement de désignation en S 6 en 1931                      |

### Suisse

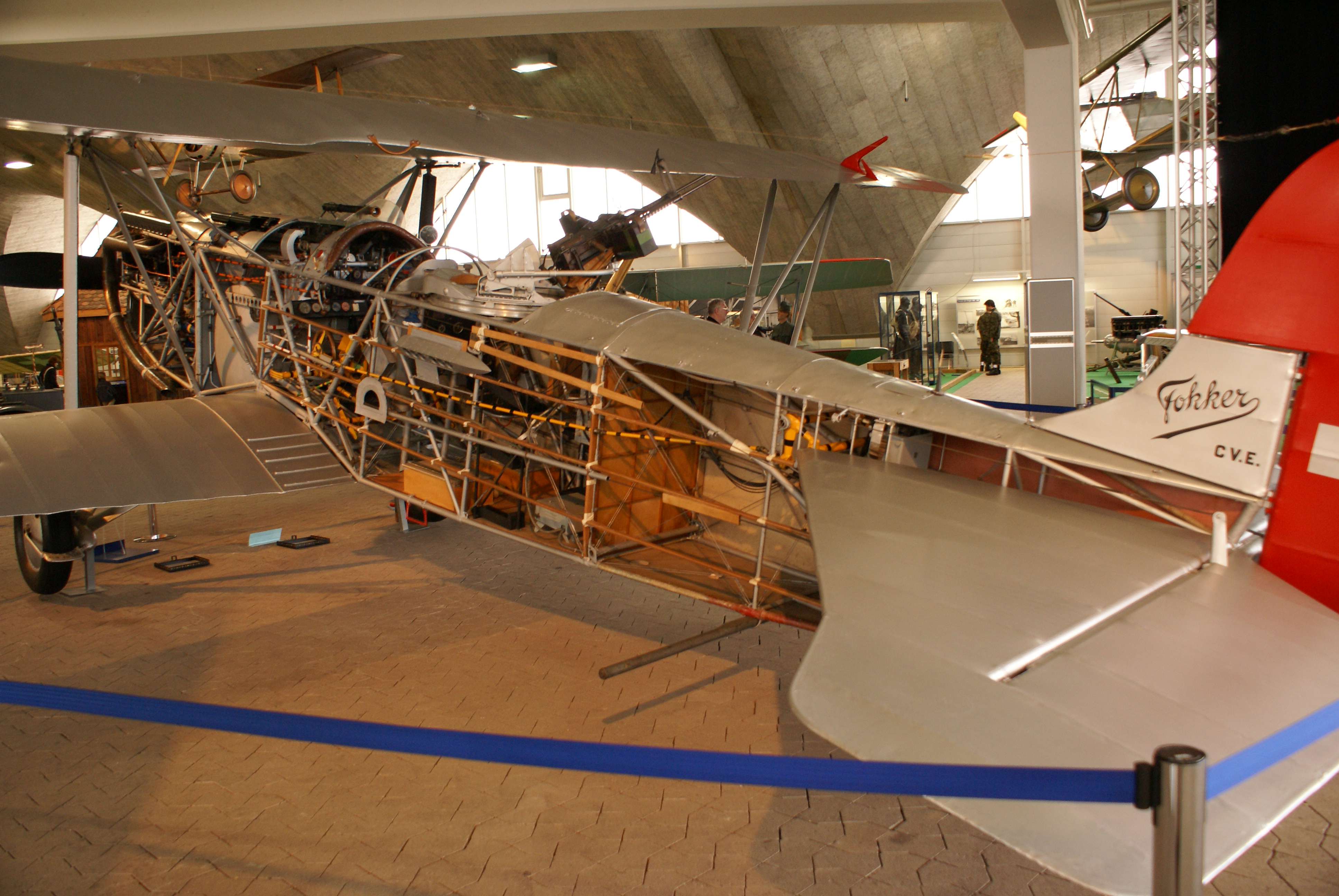
Fokker CV-E de l'armée de l'air suisse désentoilé.

En 1927 la Suisse achète trois avions pour des tests en vue de l'acquisition de nouveaux biplaces pour les Forces aériennes suisses (alors Corps d'aviation de l'armée suisse). Après transfert en vol des machines sous des immatriculations provisoires (PH-HDM, CH-146 et CH-175) ils reçoivent les immatriculations militaires 821, 822 et 823. Les 822 et 823 sont livrés avec deux jeux d'ailes permettant des vols en configuration D ou E (12.48 ou 15.30 mètres d'envergure). Sauf mission particulière, 
- le 822 à moteur Jupiter 9 Ab de 420 cv vole le plus souvent en configuration E. Il est détruit à la suite d'un décrochage juste après le décollage en septembre 1928, l'équipage est tué[5].
- Le 823 à moteur Jupiter 9 Ab de 420 cv est plutôt utilisé en version D mais la trop petite surface alaire diminuant de 200 kg la charge utile est très pénalisante pour l'autonomie qui chute de 1h30 (3h au lien de 4h30) ce qui ne compense pas, aux yeux des pilotes, l'amélioration des performances. En décembre 1928 les Ateliers fédéraux de construction de Thoune installent deux mitrailleuses synchronisées pour le pilote et une mitrailleuse orientable pour l'observateur. Les pilotes déplorent la trop faible puissance du moteur. L'avion retransformé en version E vole jusqu'en 1945 où il est réformé[6].
- Le 821 est un CV.E et porte un moteur Hispano-Suiza HS-51 12 Hb de 500 cv. La voilure et la puissance du moteur en font la meilleure des trois versions testées excepté un problème de fuite de liquide de refroidissement causé par la surchauffe du moteur en montée et un autre de train d'atterrissage mal adapté au surpoids de l'Hispano-Suiza qui le rend sensible à la mise en pylône[7]. Endommagé à l'été 1928 sur le terrain de Kloten par un début de mise en pylône il rentre aux ateliers de Thoune pour réparation, modification du train et du système de refroidissement et pose d'un armement identique à celui du 823. Testé par les troupes d'aviation il donnera naissance au prototype Fokker CV.IX. Il est employé jusqu'en 1945 pour des essais divers avant d'être réformé[8].
- Trois autre CV.E avec un nouveau moteur Hispano-Suiza HS-61 12 Nb de 650 cv sont achetés et livrés à l'été 1931. Un quatrième avion est construit par les ateliers de Thoune en prévision d'une production sous licence. À part l'avion 304 détruit dans un crash en 1933 ces avions termineront leur carrière en remorqueurs de cibles[9].
- Après ces essais les autorités suisses font construire sous licence 48 CV-E en Suisse . 24 avions sont construits à K+W Thoune et 24 à Doflug Altenrhein. Pour contrer une tendance de ces avions à se renverser sur le coté droit au sol les bords d'attaque des ailes supérieures sont munies d'appendices aérodynamiques générateurs de turbulences qui améliorent l'efficacité des ailerons aux faibles vitesses. Les avions restent en service de première ligne de 1933 à 1940 et sont armés de bombes, de deux mitrailleuses pour le pilote et d'une mitrailleuse double pour l'observateur. Les forces aériennes suisses utilisent ensuite leurs C.V. comme remorqueurs de cibles jusqu'en 1954[10].
- Un des avions de la série de 48 CV.E, le 332 est modifié en 1934 pour recevoir un Hispano-Suiza HS-72 12Xbrs de 860 cv. Si les performances sont meilleures l'impossibilité de conserver l'armement fixe vers l'avant (à cause de l'hélice tripale démultipliée) est rédhibitoire et le développement abandonné. L'avion est remis au standard en 1956 et réformé en 1958[11].
- En 1934 une série de huit CV.E Tr est lancée à Thoune. Il s'agit d'une version d'entrainement équipée initialement de moteurs Hispano HS-57 Mc de 540 cv qui, insatisfaisants, sont remplacés par des HS-57 Bc de 500 cv. L'avion C-801 utilisé pour des vols de liaison, y compris vers l'étranger, reçoit l'immatriculation civile HB-HAM en 1936. Ces avions, utilisés intensivement, même pour le remorquage de cibles, sont réformés en 1951[12]. Deux de ces avions (C-806 et C-807) ne reçoivent pas d'armement mais une double commande et les instruments de vol sans visibilité disponibles à l'époque pour la formation des pilotes. Rendus inutiles par l'achat des North American T-6 Texan équipés d'origine pour le vol sans visibilité ils sont réformés en 1951[13]. CV.E Tr-1. L'avion C-804 est équipé en 1935 d'un moteur HS-57 Mbc compressé de 560 cv pour expérimentation. Les qualités de vol jugées bonnes, l'avion vole jusqu'à sa réforme en 1951[12].

### Allemagne
Pendant l'occupation du Danemark, les Allemands s'emparent de quelques Fokker CV-E danois. Certains de ces avions sont utilisés par le Nachtschlachtgruppe 11 (Groupe d'attaque au sol nocturne 11), un groupe de volontaires estoniens, à Rahkla  en 1944 les pilotes du NSGr. 11 utilisent leurs CV-E sur le front de l'Est pour des sorties de bombardement nocturnes de harcèlement contre les lignes de front russes. Ces opérations sont menées en réponse à des opérations nocturnes similaires menées par des avions légers soviétiques, tels que les biplans Po-2 . Deux de ces avions sont emmenés en Suède en octobre 1944 par quatre transfuges estoniens l'un d' eux est restitué aux Danois par les Suédois en 1947.

## Variantes

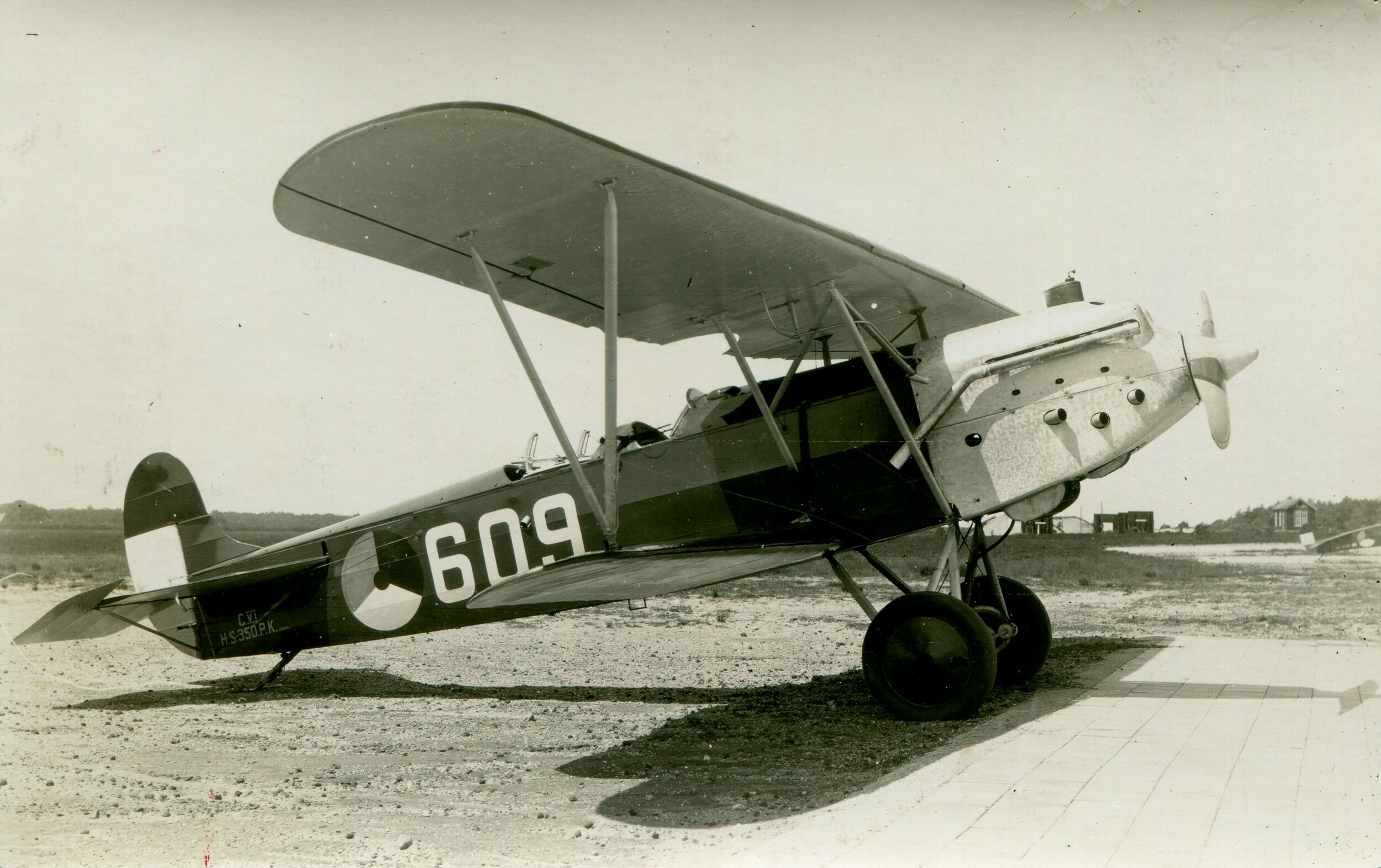
Fokker C.VI néerlandais en service.

CV-A
(ou C.Va ) avion de reconnaissance
CV-B
(ou C.Vb ) avion de reconnaissance, 18 construits.
CV-C
(ou C.Vc ) avion d'attaque au sol. Utilisateurs : Pays-Bas 6, Bolivie 5
CV-D
(ou C.Vd ) chasseur de reconnaissance, de bombardement et d'escorte. Utilisateurs : Finlande 2, Danemark 49, Hongrie 68 (D et E), Pays-Bas 119 (VI, D et C), Norvège 27, Suède 2, Suisse 3, Allemagne 15 (D et E).
CV-E
(ou C.Ve ) bombardier léger. Utilisateurs : Finlande 17, Danemark 31, Hongrie 68 (D et E), Pays-Bas 18, KNIL 20, Allemagne 15 (D et E), Norvège 46, Suède 51, Suisse 61.
CV-W
Hydravion CV-C. Un construit.
C.VI
avion de reconnaissance avec moteur Hispano-Suiza, 33 converti à partir du CV-D
C.IX
variante de reconnaissance du CV-E avec moteur Hispano-Suiza 12N ; cinq construits pour les Pays-Bas, un exporté vers la Suisse
IMAM Ro.1 et Ro.1-bis
Bombardier léger construit sous licence italienne ; 349 exemplaires fabriqués
Manfred Weiss WM-9 Budapest
Fokker CV-E construit sous licence 
Manfred Weiss WM-11 Budapest
Fokker CV-D construit sous licence hongroise 
Manfred Weiss WM-14 Budapest
Fokker CV-D construit sous licence hongroise 
Manfred Weiss WM-16 Budapest 
WM-16A avec 410 kW (550 hp) Gnome-Rhône 9K Mistral, 9 exemplaires
WM-16B avec 641,3 kW (860 hp) Gnome-Rhône 14K Mistral Major, 9 exemplaires
Manfred Weiss WM-21 Solitaire
développement du WM-16 

## Utilisateurs
Allemagne
- Luftwaffe

  Bolivie
- Force aérienne bolivienne

  République de Chine
- Force aérienne de la République de Chine

  Danemark
- Hærens Flyvertropper (Corps aérien de l'armée danoise)

  États-Unis
- Marine des États-Unis – Un seul Ro.1 a été acheté pour l'usage de l'attaché aérien de la marine américaine en 1928 [15]

  Finlande
- Armée de l'air finlandaise

  Royaume d'Italie
- Regia Aeronautica – Ro.1 et Ro.1-bis

  Royaume de Hongrie
- Force aérienne royale hongroise – La Force aérienne royale hongroise a utilisé ses C.V. dans la guerre avec la Slovaquie [14]

  Pays-Bas
- Armée de l'air royale néerlandaise
- ML-KNIL
- Marine royale néerlandaise

  Norvège
- Service aérien de l'armée norvégienne (1926-1940)

 Union soviétique
- Force aérienne soviétique – Deux avions, utilisés pour des tests et des essais.

  Suède
- Armée de l'air suédoise – (S 6)

   Suisse
- Forces aériennes suisses